# جزيرة البحرية
جزيرة البحرية جزيرة عراقية صغيرة وأحد الجزر المحطية بشط العرب تقع بناحية السيبه في قضاء أبو الخصيب في محافظة البصرة جنوب العراق. تعاقبت على الجزيرة بعض الأسر البصرية الثرية على امتلاكها في العهد العثماني.